# Dusona parva
Dusona parva là một loài tò vò trong họ Ichneumonidae.